# Paolo Bonomi
Paolo Bonomi (Romentino, 6 giugno 1910 – Roma, 23 febbraio 1985) è stato un politico italiano, della Democrazia Cristiana. Ha fondato e presieduto per anni la Coldiretti.

## Biografia
Paolo Bonomi nasce a Romentino (Novara) il 6 giugno 1910 da una famiglia di agricoltori. Laureato in scienze economiche e commerciali, manifesta sin da giovane interesse e passione per le problematiche sociali.
Gli viene affidato, nell’ambito dell’Azione Cattolica, l’incarico di occuparsi, a livello nazionale, della gioventù rurale. Si dedica maggiormente al settore organizzativo dei contadini nel settembre del 1943, quando viene nominato Commissario della Federazione Fascista dei Piccoli Coltivatori Diretti, che nel ventennio fascista era stata una delle branche della Confederazione dell’Agricoltura.  Partecipa alla Resistenza quale capo partigiano di formazioni "bianche" cattoliche che operano nel Lazio e per la sua attività di combattente contro i nazifascisti, che lo ricercavano attivamente e su di lui avevano posto una taglia, riceve una medaglia di bronzo al valore militare.
Alla ripresa dell'attività politica dopo la liberazione di Roma da parte degli Alleati, assume la funzione di commissario liquidatore della federazione fascista dei piccoli coltivatori e in questa veste non sottoscrive il Patto di Roma di unità sindacale che viene siglato dai leader delle componenti cattolica, comunista e socialista (Grandi, Di Vittorio e Lizzadri) che danno vita alla CGIL sindacato unitario. Bonomi fonda, il 30 ottobre 1944, la Coldiretti, quale organizzazione di rappresentanza dei Coltivatori Diretti, autonoma dal sindacato unitario CGIL/Federterra in quanto ritiene che le istanze dei contadini, piccoli proprietari, mezzadri e affittuari, non possano essere tutelate in un sindacato insieme a quelle del bracciantato agricolo. La sua iniziativa ha immediato successo e in pochi mesi milioni di coltivatori si iscrivono alla Coldiretti e nascono  sezioni in tutti i comuni rurali d'Italia. Quale presidente della Coldiretti fa parte, designato dalle Associazioni agricole, della Consulta nazionale durante il Governo provvisorio dello Stato e il 2 giugno 1946 viene eletto deputato della Costituente nelle file della Democrazia Cristiana. Rieletto nella prima legislatura del nuovo Parlamento Repubblicano è riconfermato sempre con larghi consensi del mondo contadino sino al 1985 (per otto legislature), anno della morte. Con lui in parlamento entra una squadra di deputati e senatori contadini che fino agli albori del terzo millennio conducono dure battaglie per il riconoscimento di pari diritti per la gente dei campi rispetto agli altri cittadini e lavoratori: assistenza sanitaria (1954), pensioni (1957), riduzione degli infortuni sul lavoro (1964). Ma il suo più grande successo è nel 1950 la riforma agraria che dal 1950 al 1964 toglie 3,7 milioni di ettari al latifondo agrario ed ecclesiastico improduttivo e li assegna a oltre un milione di contadini, realizzando così l'unica redistribuzione di ricchezza mai avvenuta dall'Unità d'Italia.
Presidente della Coldiretti sin dalla sua fondazione, passa il testimone nel 1980, divenendone il Presidente onorario.
La sua scomparsa nel 1985 suscitò vivo cordoglio tra i coltivatori e nell’Organizzazione che egli aveva creato dal nulla e che aveva sapientemente presieduto per ben quaranta anni, facendone una protagonista dello sviluppo economico e sociale dell’Italia. 

## Coldiretti
Un percorso iniziato nell'ottobre del 1944, quando Bonomi dà vita alla Federazione nazionale coltivatori diretti. L’obiettivo è offrire ai piccoli e medi imprenditori agricoli, stretti tra il bracciantato e un latifondo improduttivo, uno strumento di rappresentanza destinato a non conoscere declino, creando una forza sociale collocata all’interno della dottrina sociale della chiesa e caratterizzata dai principi sociali del solidarismo. Questa forza – sottolinea la Coldiretti – sarà capace di farsi carico del compito di assicurare il pane agli italiani in un Paese devastato con oltre 700.000 ettari di seminativi danneggiati dal conflitto, la produzione agricola ridotta di oltre il 40% rispetto al 1938 e una conseguente enorme difficoltà di approvvigionamento.
Il 13, 14 e 15 novembre 1946 Coldiretti tiene il suo primo Congresso Nazionale. Parte da lì una fase alta della rappresentanza che da il via alla definitiva approvazione della riforma agraria, la nascita dei Movimenti giovanile e femminile, la conquista della pensione di invalidità e vecchiaia e l’assistenza per la malattia. Molte altre seguiranno in un processo al termine del quale la 'gente dei campi', come la definì Papa Giovanni XXIII, troverà la dignità e la consapevolezza di essere cittadini al pari di tutti gli altri, dentro la dimensione dell’impegno civile, della partecipazione e quindi dell’emancipazione sociale.
Ma negli anni, oltre a far crescere una classe imprenditoriale impegnata nell’agricoltura italiana, Coldiretti ha anche sostenuto i principi della democrazia in un’Europa dilaniata dalle insurrezioni in Polonia, Ungheria e Cecoslovacchia, anche attraverso azioni di solidarietà internazionale, come nel caso del sostegno a Solidarność.
Aldo Moro lo sottolineerà con la consueta straordinaria lucidità: “La vita democratica del nostro paese sarebbe stata drammaticamente diversa ai fini della difesa delle istituzioni e dell’affermazione della libertà in Italia se i coltivatori diretti non avessero garantito il loro apporto insostituibile dei loro voti e del loro consenso”.

## Incarichi alla Camera dei deputati
- Vicepresidente della IX commissione (agricoltura e alimentazione) dal 15 giugno 1948 al 24 giugno 1953 (I Legislatura) e dal 1º luglio 1953 all'11 giugno 1958 (II Legislatura)
- Componente e Vicepresidente della IX Commissione (Agricoltura e alimentazione) - I e II legislatura
- Componente della Giunta per i trattati di commercio e la legislazione doganale - I e II legislatura
- Componente della Commissione speciale per l'esame del disegno di legge n. 72: "Conversione in legge del decreto legge 21 giugno 1953, n. 452, che istituisce l'ammasso per contingente del frumento" - II legislatura
- Componente della Commissione speciale per l'esame del disegno di legge n. 2814, per la ratifica dei trattati sul mercato comune e sull'Euratom - II legislatura
- Componente della rappresentanza della Camera all'Assemblea unica delle Comunità europee - II legislatura
- Componente della Commissione parlamentare consultiva per il parere sulla nuova tariffa generale dei dazi doganali - II e III legislatura
- Componente della I Commissione (Affari costituzionali) - VIII legislatura
- Componente della VIII Commissione (Istruzione e belle arti) - VIII legislatura
- Componente della XI Commissione (Agricolture e foreste) - III, IV, V, VI, VII e VIII legislatura
- Componente della XIV Commissione (Igiene e sanità pubblica) - VIII legislatura